# Thyridosmylus vulgatus
Thyridosmylus vulgatus là một loài côn trùng trong họ Osmylidae thuộc bộ Neuroptera. Loài này được C.-k. Yang miêu tả năm 1999.